# Estnische Badmintonmeisterschaft 1978
Die Estnische Badmintonmeisterschaft 1978 fand im Februar 1978 in Tallinn statt. Es war die 14. Austragung der Titelkämpfe.

## Medaillengewinner
| Disziplin    | Gold                                               | Silber                                   | Bronze                                |
| ------------ | -------------------------------------------------- | ---------------------------------------- | ------------------------------------- |
| Herreneinzel | Peeter Pajuste, Tallinn                            | Alar Kivilo, Tallinn                     | Jaak Nuuter, Tallinn                  |
| Dameneinzel  | Reet Valgmaa, Tartu raj                            | Marika Dolotova, Tallinn                 | Katrin Paeväli, Tallinn               |
| Herrendoppel | Alfred Kivisaar Toivo Raudver, Tallinn / Tartu raj | Peeter Ärmpalu Peeter Pajuste, Tallinn   | Alar Kivilo Raivo Link, Tallinn       |
| Damendoppel  | Reet Valgmaa Ann Avarlaid, Tartu raj               | Mare Reinberg Katrin Paeväli, Tallinn    | Marina Rajevskaja Helle Tamm, Tallinn |
| Mixed        | Mart Siliksaar Reet Valgmaa, Tartu raj             | Alfred Kivisaar Marika Dolotova, Tallinn | Peeter Pajuste Mare Reinberg, Tallinn |